# Acanthurus
Genre
Le genre Acanthurus regroupe des poissons-chirurgiens appartenant à la famille des Acanthuridae. 

## Description et caractéristiques
Ce sont des poissons perciformes très aplatis latéralement et souvent très colorés. On les appelle « poissons-chirurgiens » en raison de l'éperon tranchant qu'ils portent de chaque côté de la queue et qui leur sert lors des combats nuptiaux entre mâles et parfois à la défense. 

## Liste des espèces
Selon FishBase (2019) :
- Acanthurus achilles Shaw, 1803
- Acanthurus albimento (Carpenter & Williams & Santos, 2017)
- Acanthurus albipectoralis Allen & Ayling, 1987
- Acanthurus auranticavus Randall, 1956
- Acanthurus bahianus Castelnau, 1855
- Acanthurus bariene Lesson, 1831
- Acanthurus blochii Valenciennes, 1835
- Acanthurus chirurgus (Bloch, 1787)
- Acanthurus chronixis Randall, 1960
- Acanthurus coeruleus Bloch & Schneider, 1801
- Acanthurus dussumieri Valenciennes, 1835
- Acanthurus fowleri de Beaufort, 1951
- Acanthurus gahhm (Forsskål, 1775)
- Acanthurus grammoptilus Richardson, 1843
- Acanthurus guttatus Forster, 1801
- Acanthurus japonicus (Schmidt, 1931)
- Acanthurus leucocheilus Herre, 1927
- Acanthurus leucopareius (Jenkins, 1903)
- Acanthurus leucosternon Bennett, 1833
- Acanthurus lineatus (Linnaeus, 1758)
- Acanthurus maculiceps (Ahl, 1923)
- Acanthurus mata (Cuvier, 1829)
- Acanthurus monroviae Steindachner, 1876
- Acanthurus nigricans (Linnaeus, 1758)
- Acanthurus nigricauda Duncker & Mohr, 1929
- Acanthurus nigrofuscus (Forsskål, 1775)
- Acanthurus nigroris Valenciennes, 1835
- Acanthurus nubilus (Fowler & Bean, 1929)
- Acanthurus olivaceus Bloch & Schneider, 1801
- Acanthurus polyzona (Bleeker, 1868)
- Acanthurus pyroferus Kittlitz, 1834
- Acanthurus randalli Briggs & Caldwell, 1957
- Acanthurus reversus Randall & Earle, 1999
- Acanthurus sohal (Forsskål, 1775)
- Acanthurus tennentii Günther, 1861
- Acanthurus thompsoni (Fowler, 1923)
- Acanthurus tractus (Poey, 1860)
- Acanthurus triostegus (Linnaeus, 1758)
- Acanthurus tristis Randall, 1993
- Acanthurus xanthopterus Valenciennes, 1835

Autres :
- Acanthurus elongatus (Lacepède, 1802)
- Acanthurus nigros (Günther, 1861)

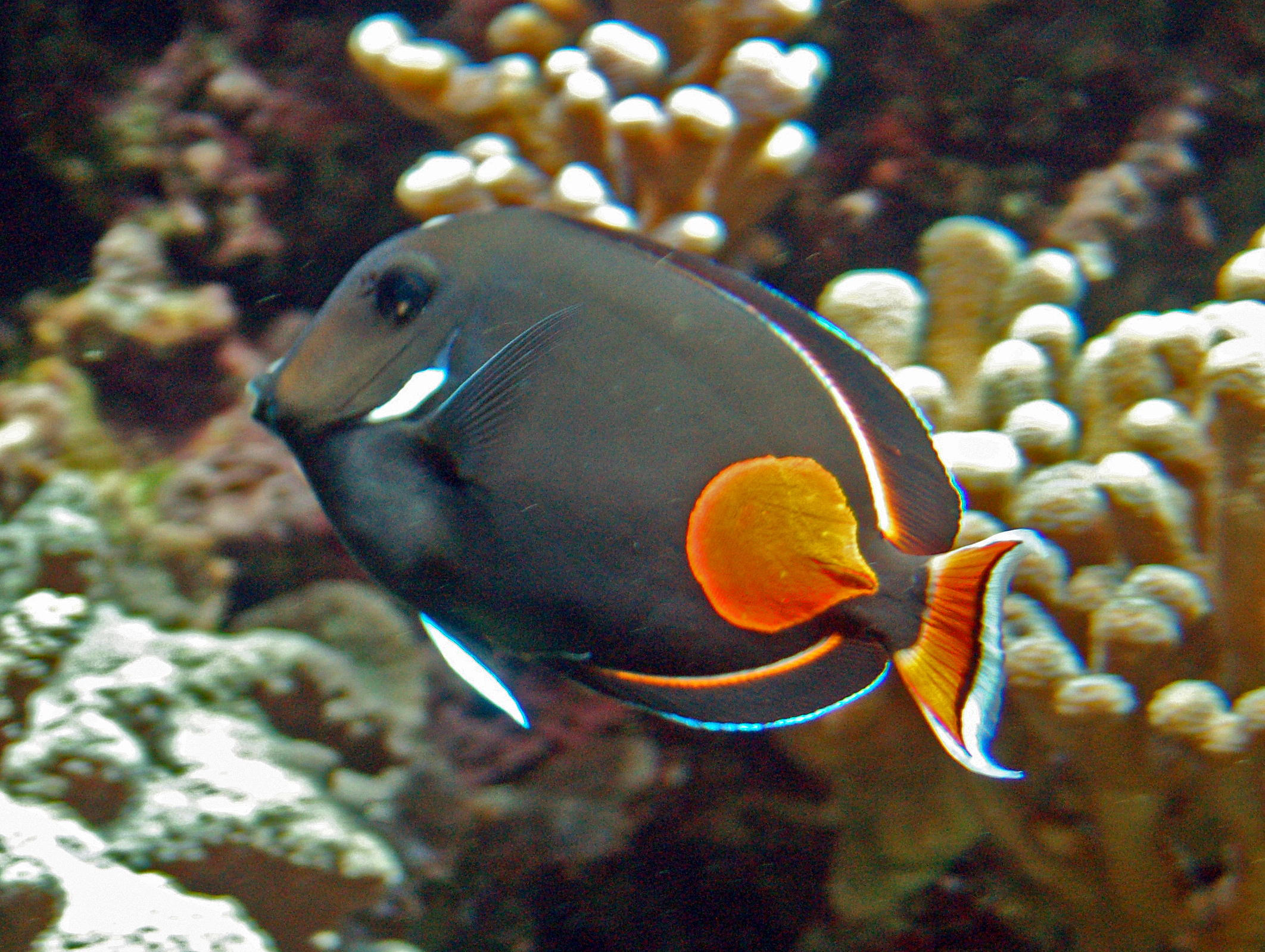
Acanthurus achilles
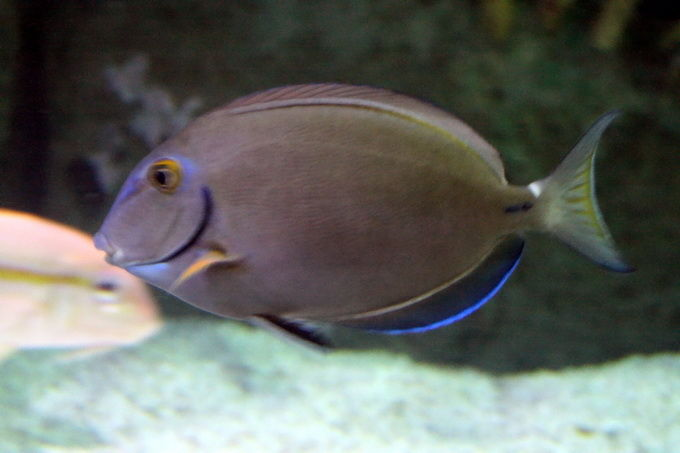
Acanthurus bahianus
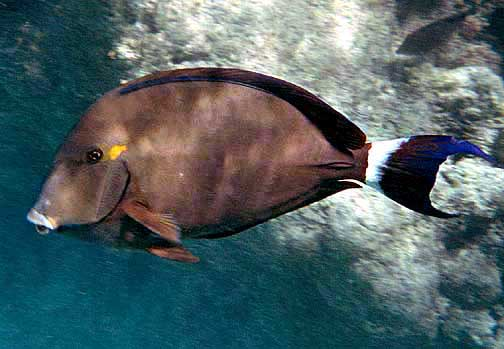
Acanthurus blochii
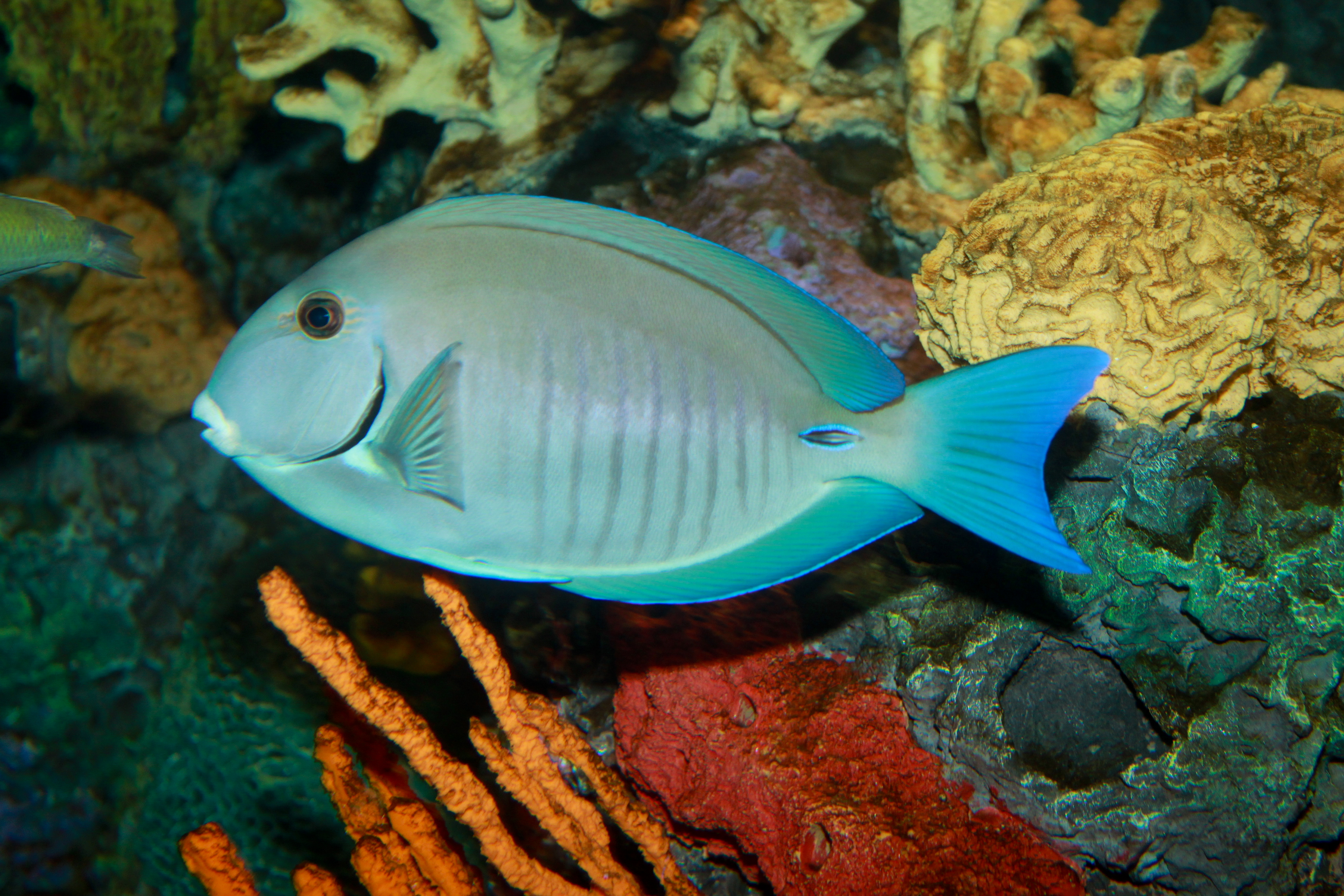
Acanthurus chirurgus
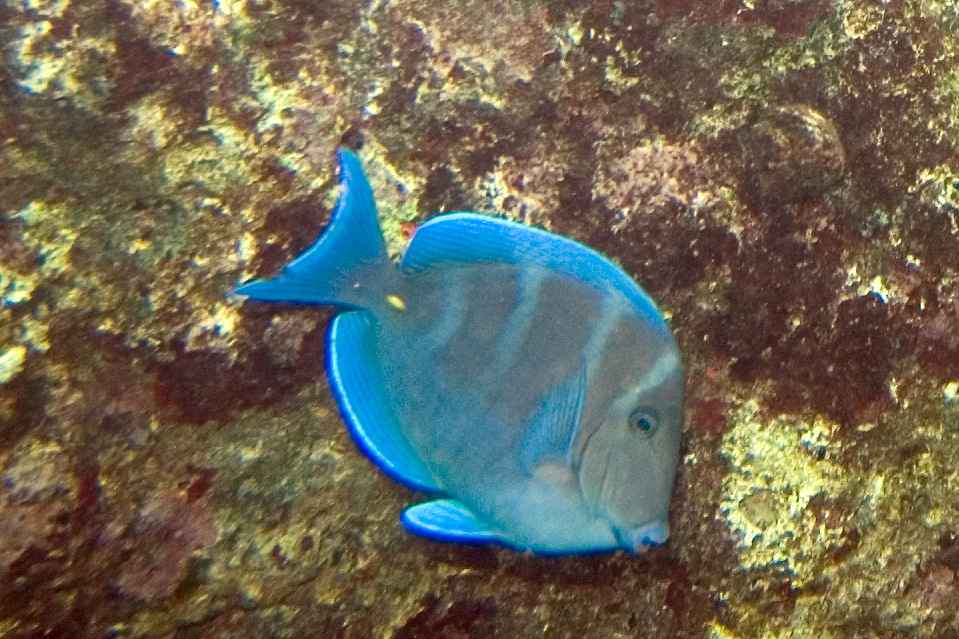
Acanthurus coeruleus
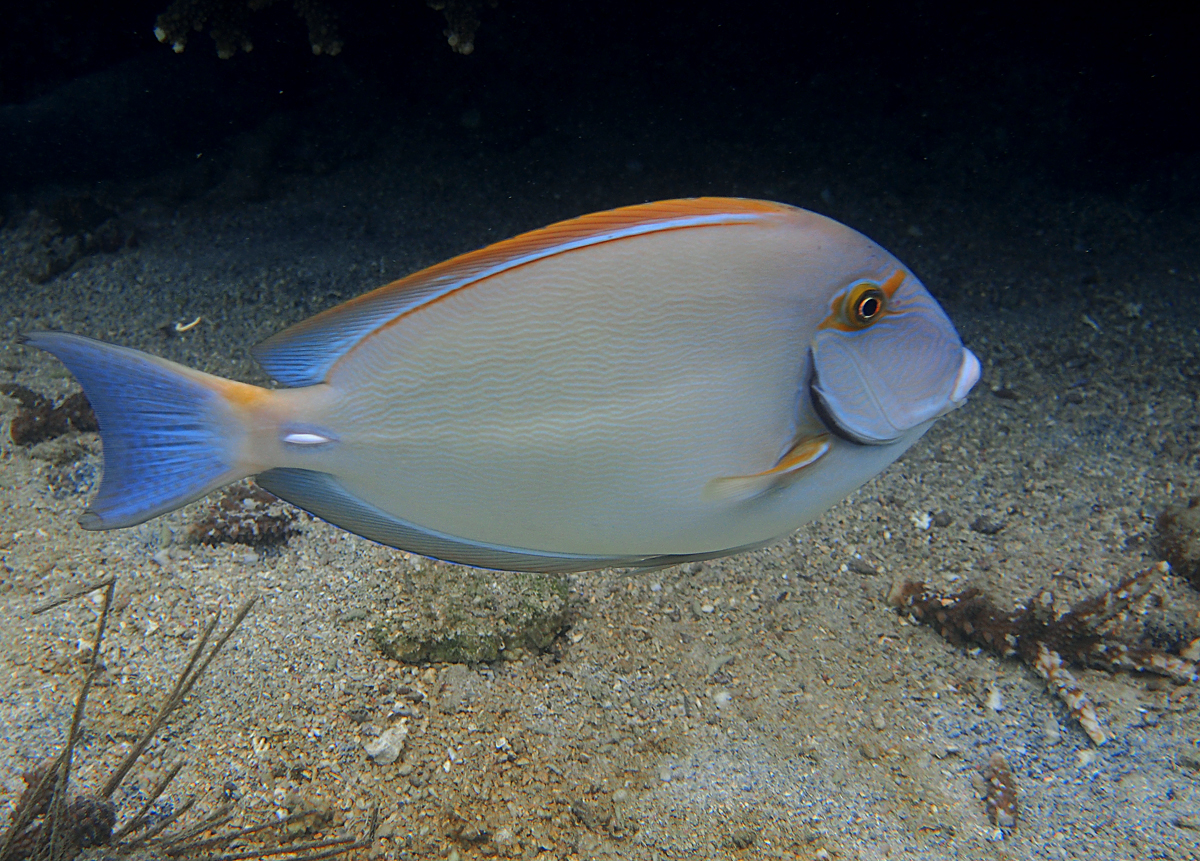
Acanthurus dussumieri
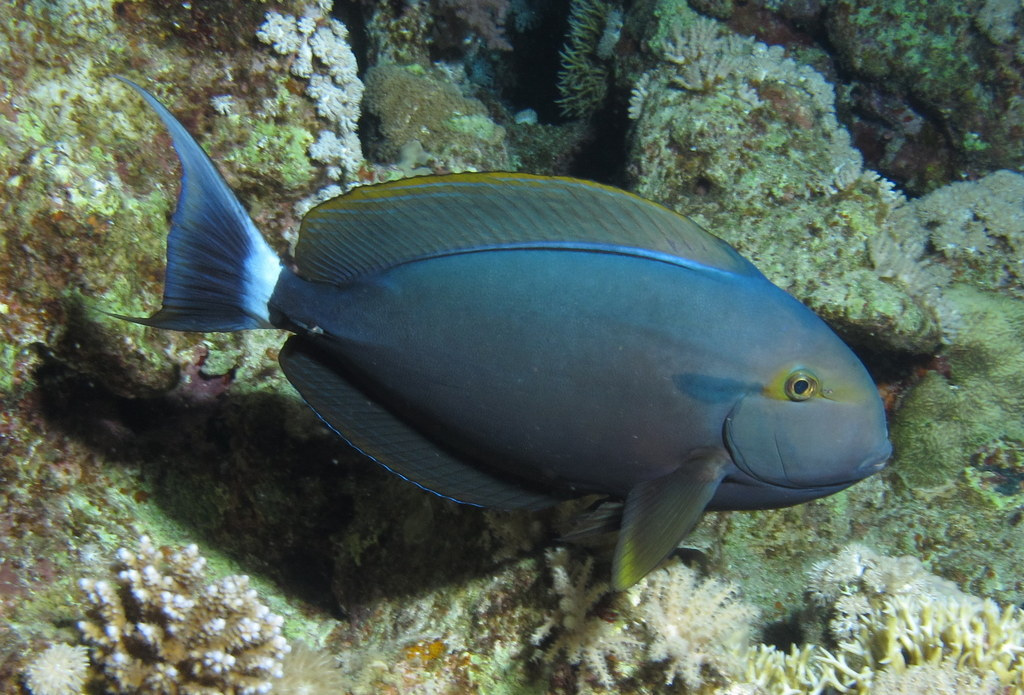
Acanthurus gahhm
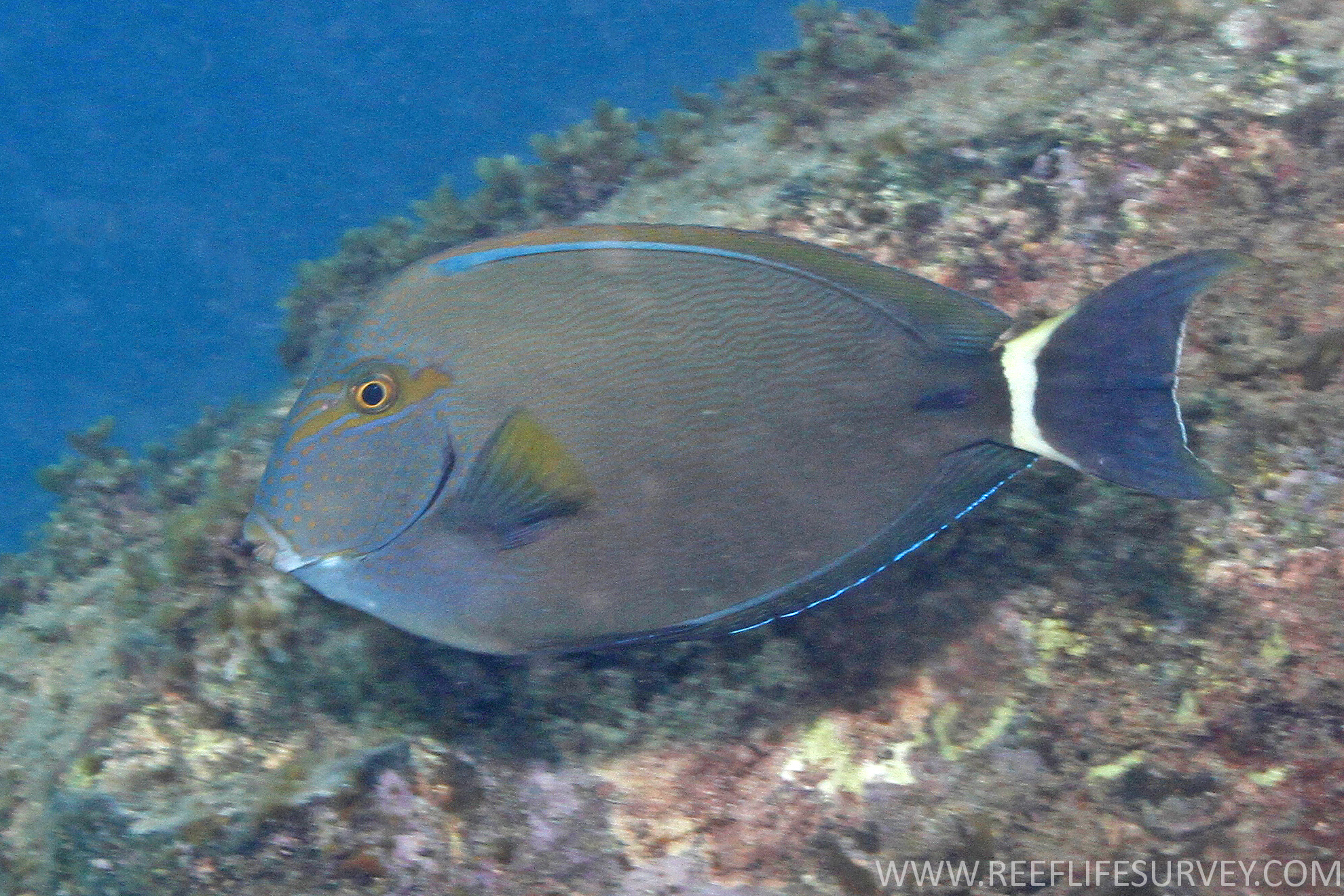
Acanthurus grammoptilus
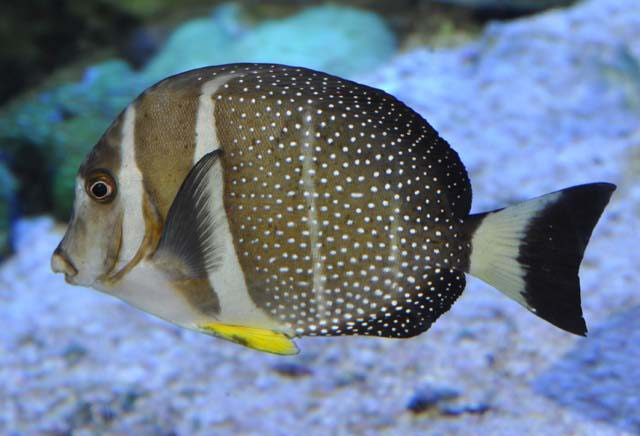
Acanthurus guttatus
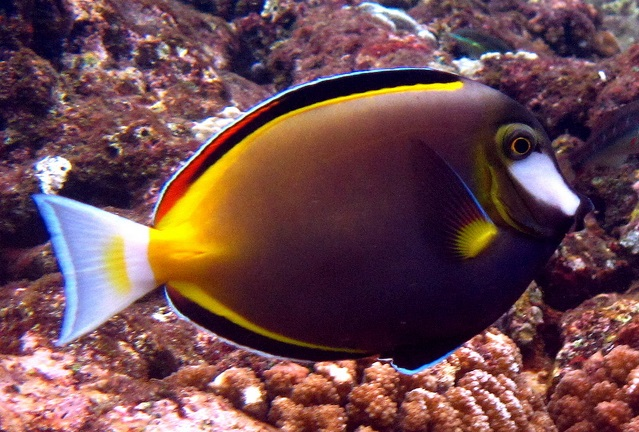
Acanthurus japonicus
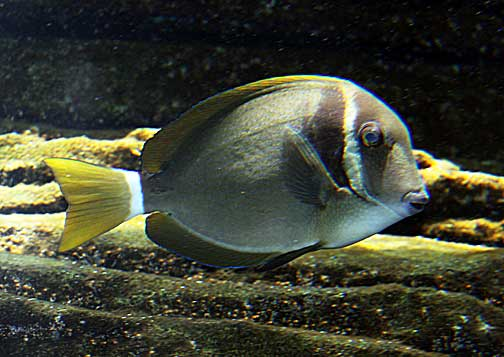
Acanthurus leucopareius
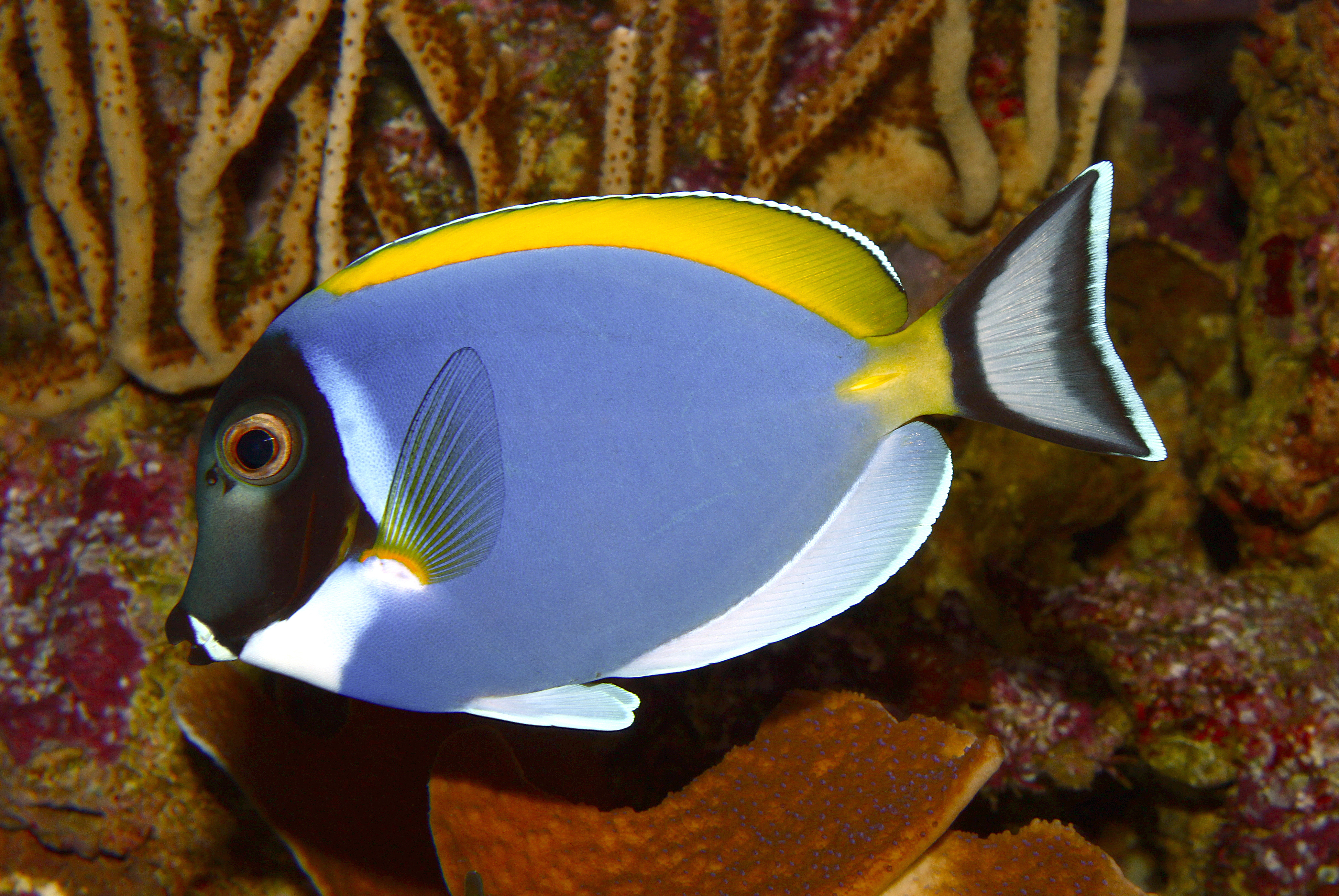
Acanthurus leucosternon
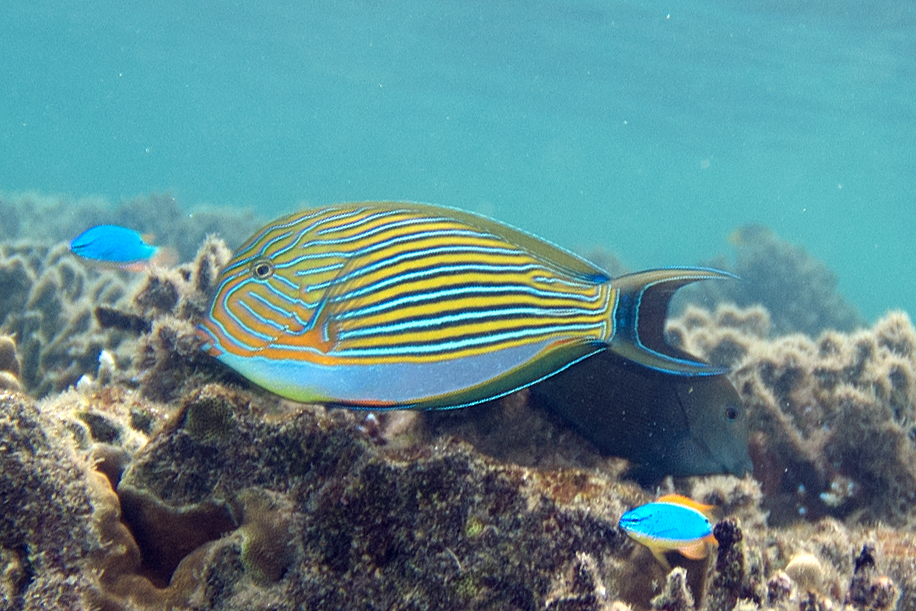
Acanthurus lineatus
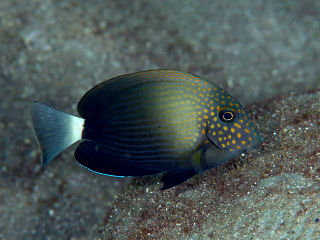
Acanthurus maculiceps
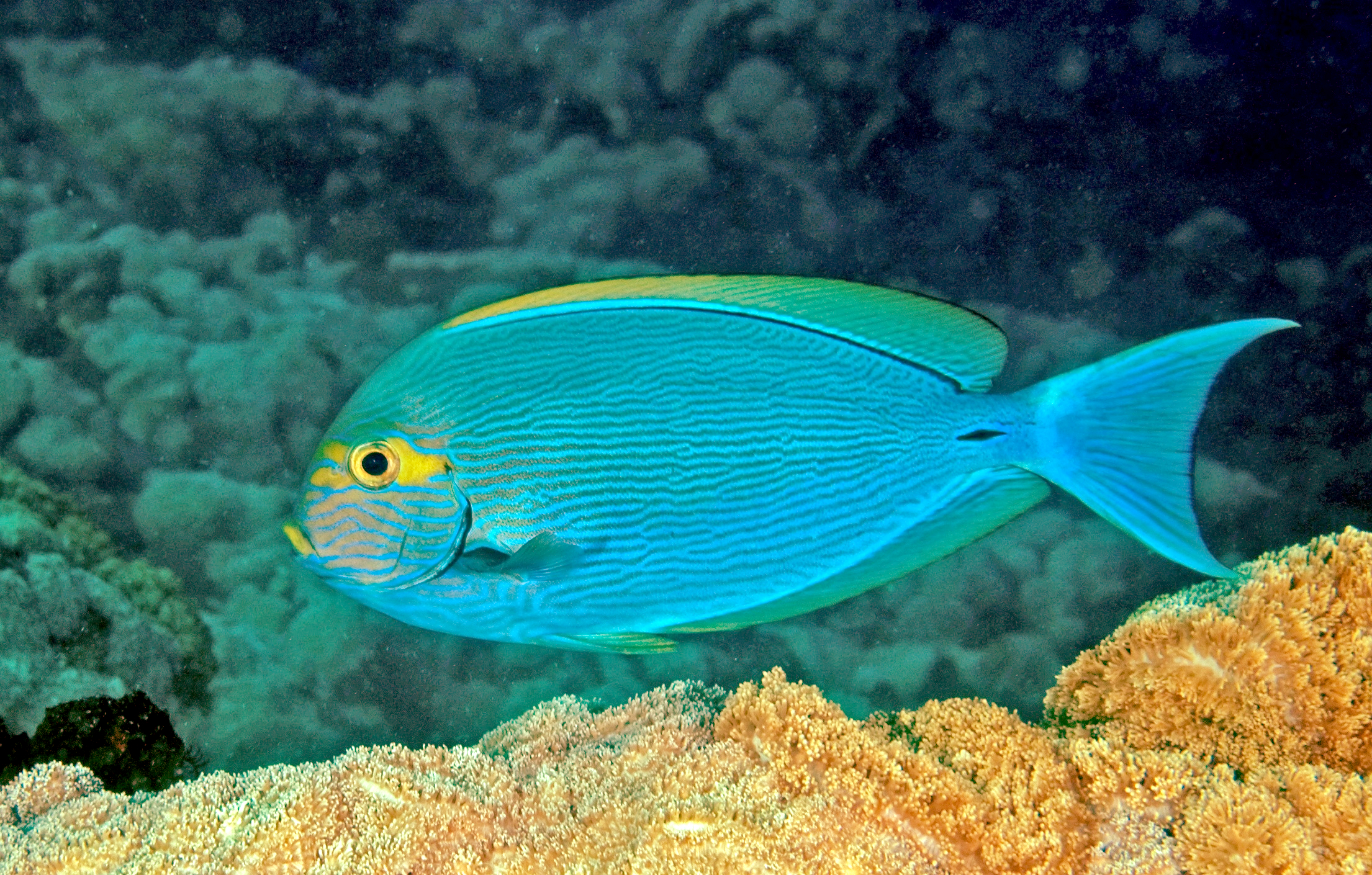
Acanthurus mata
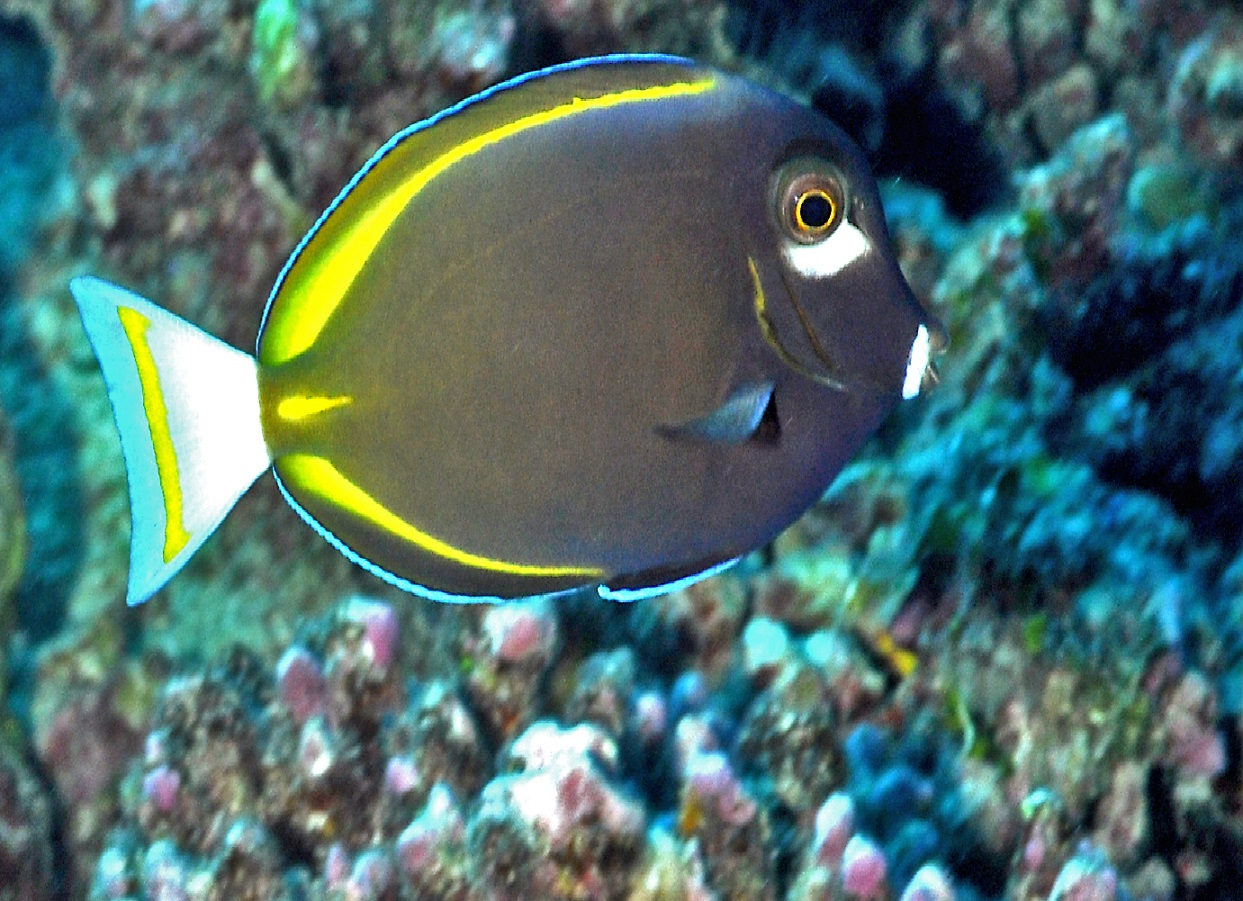
Acanthurus nigricans
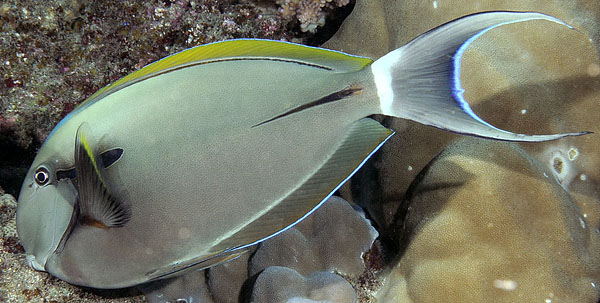
Acanthurus nigricauda
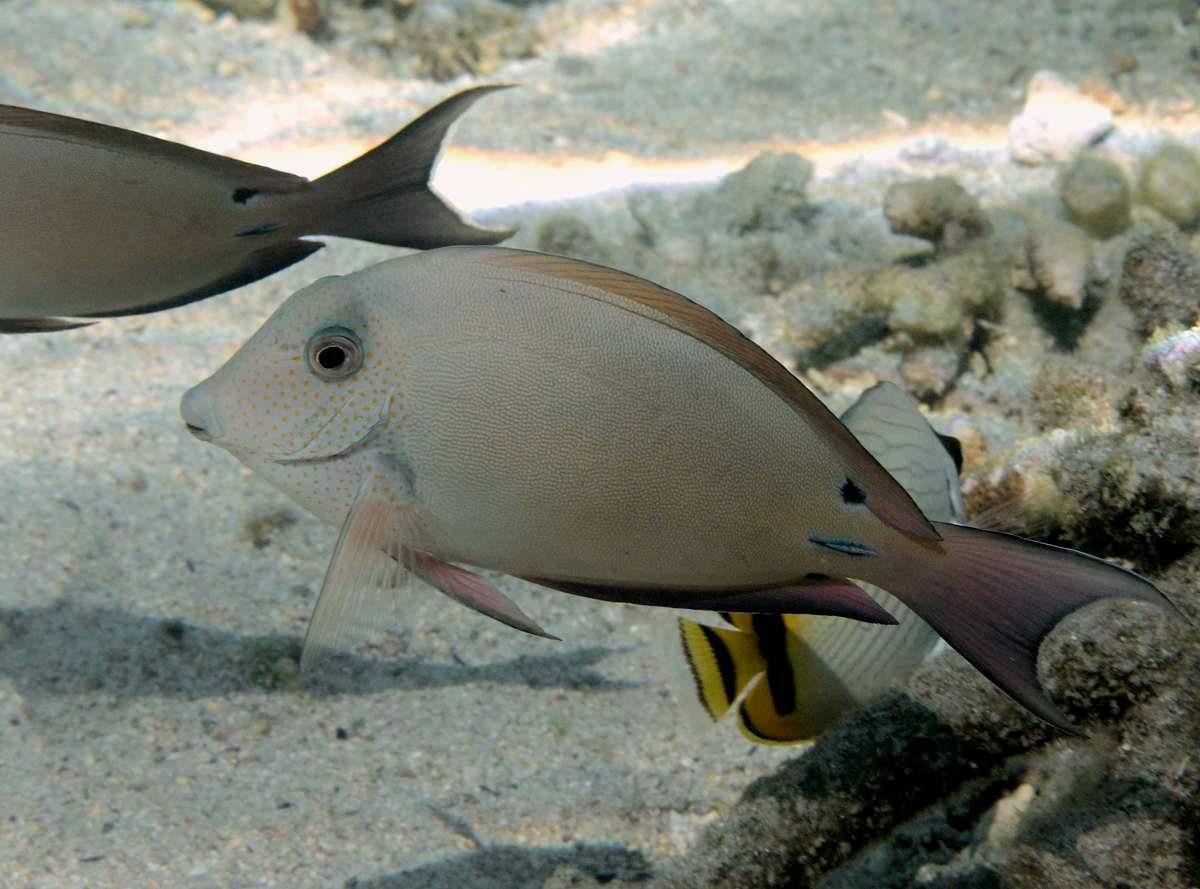
Acanthurus nigrofuscus
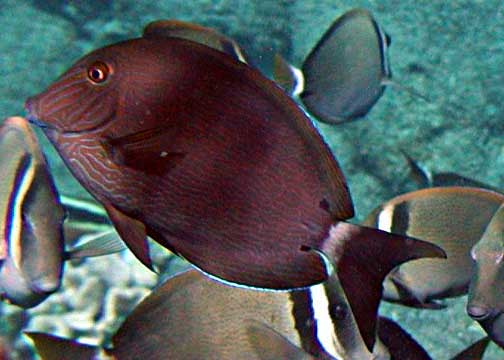
Acanthurus nigroris
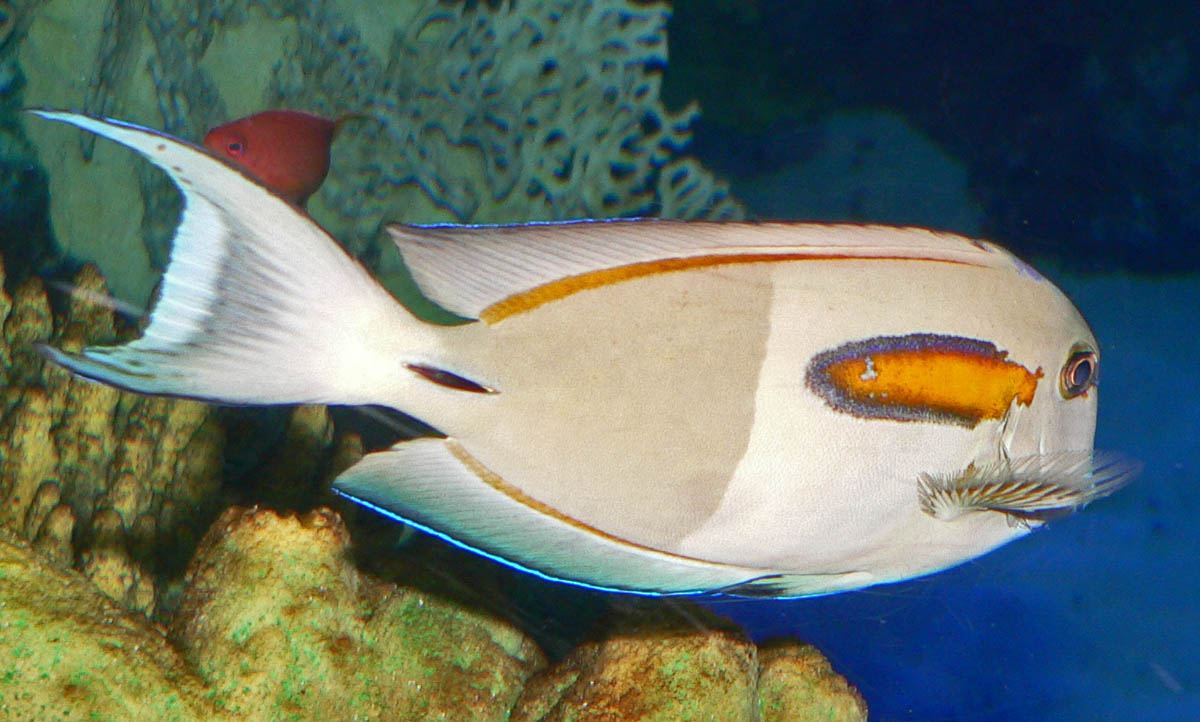
Acanthurus olivaceus
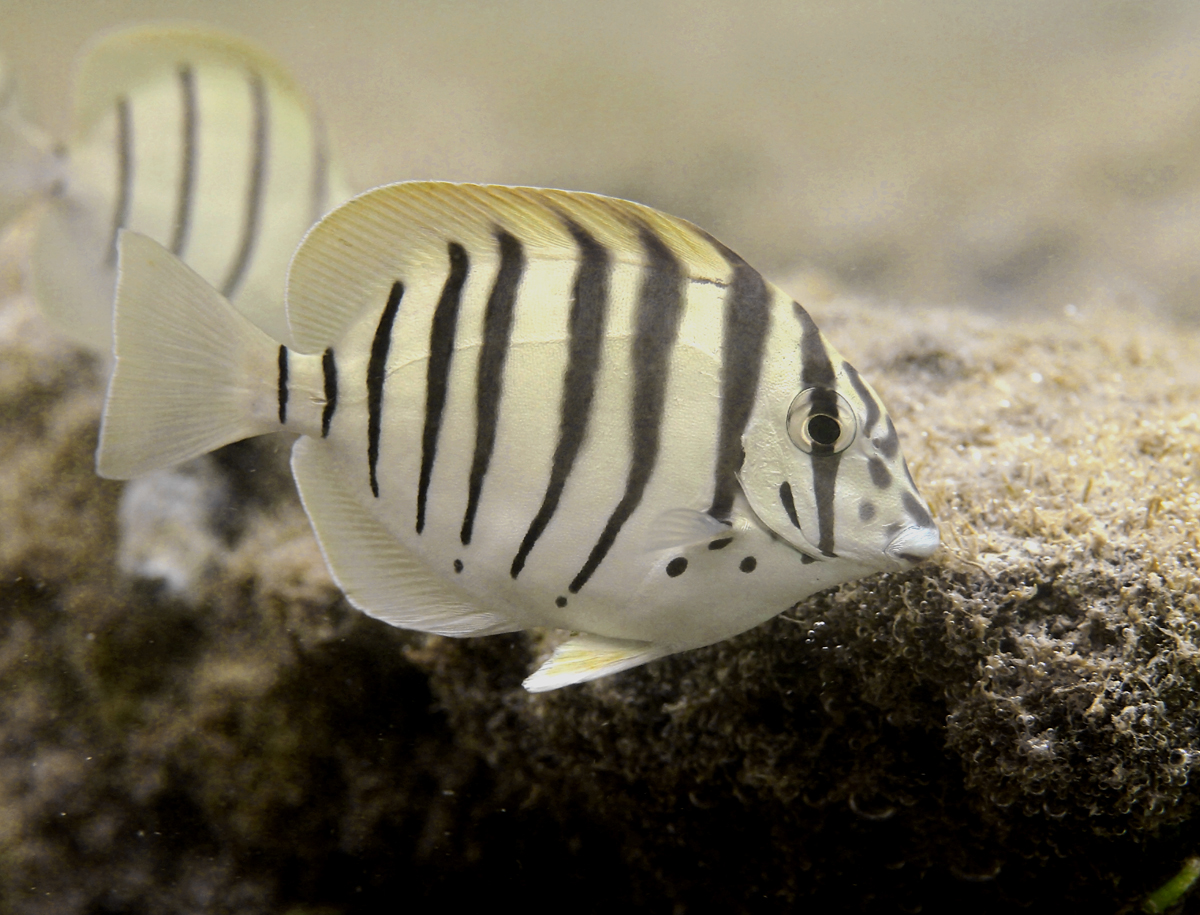
Acanthurus polyzona
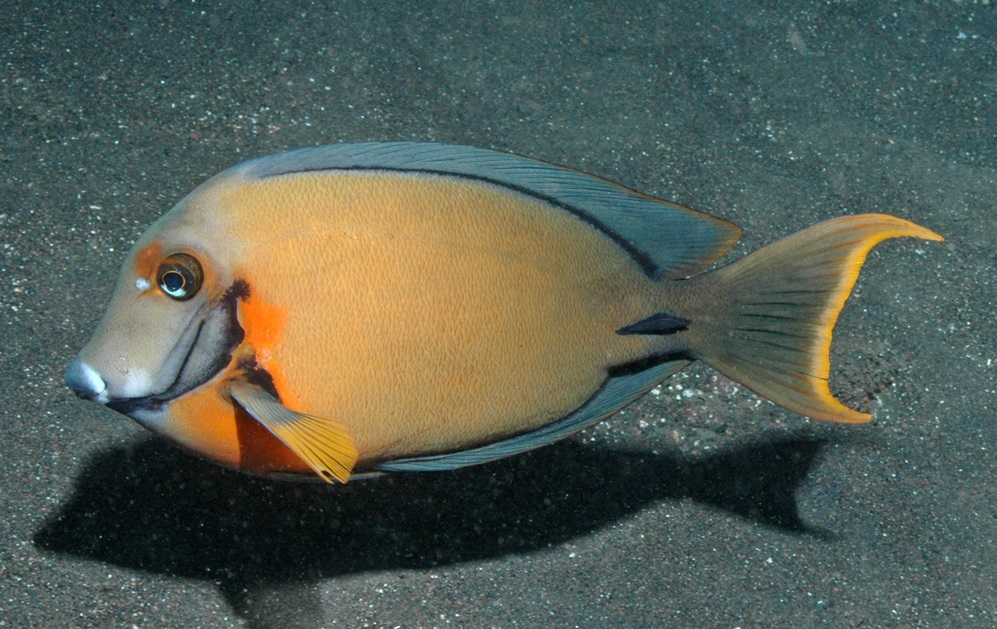
Acanthurus pyroferus
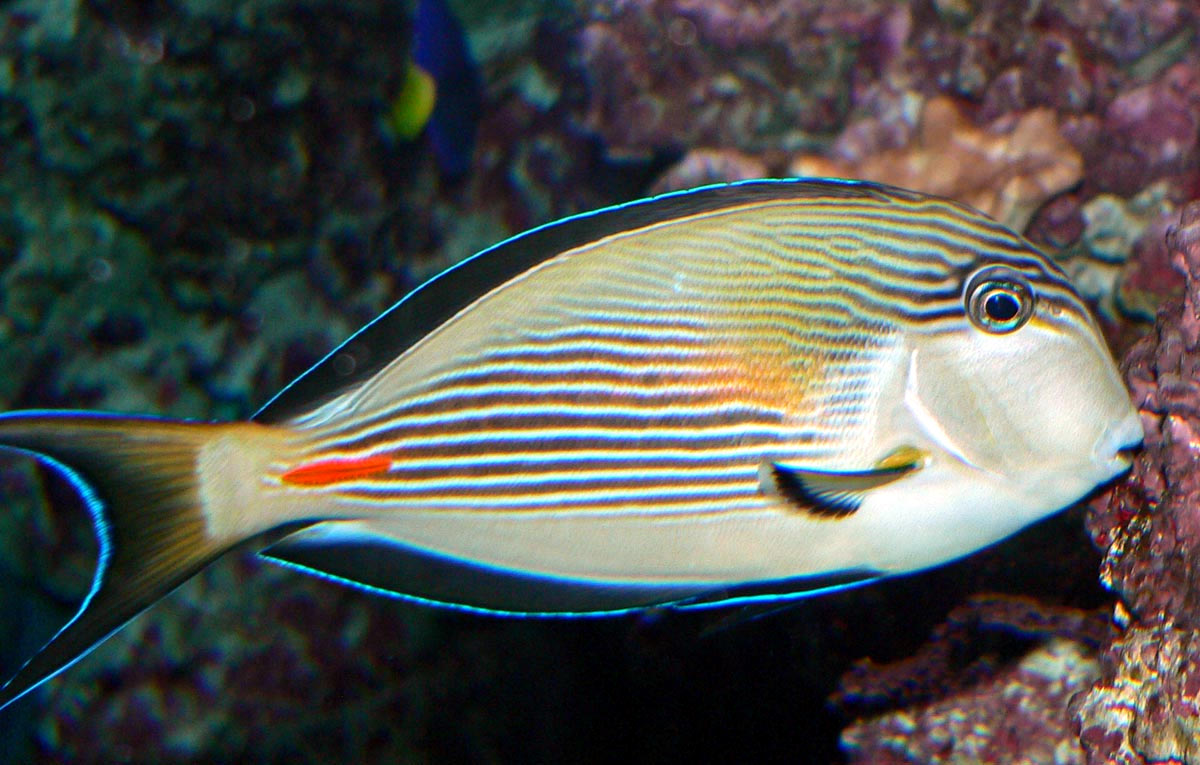
Acanthurus sohal
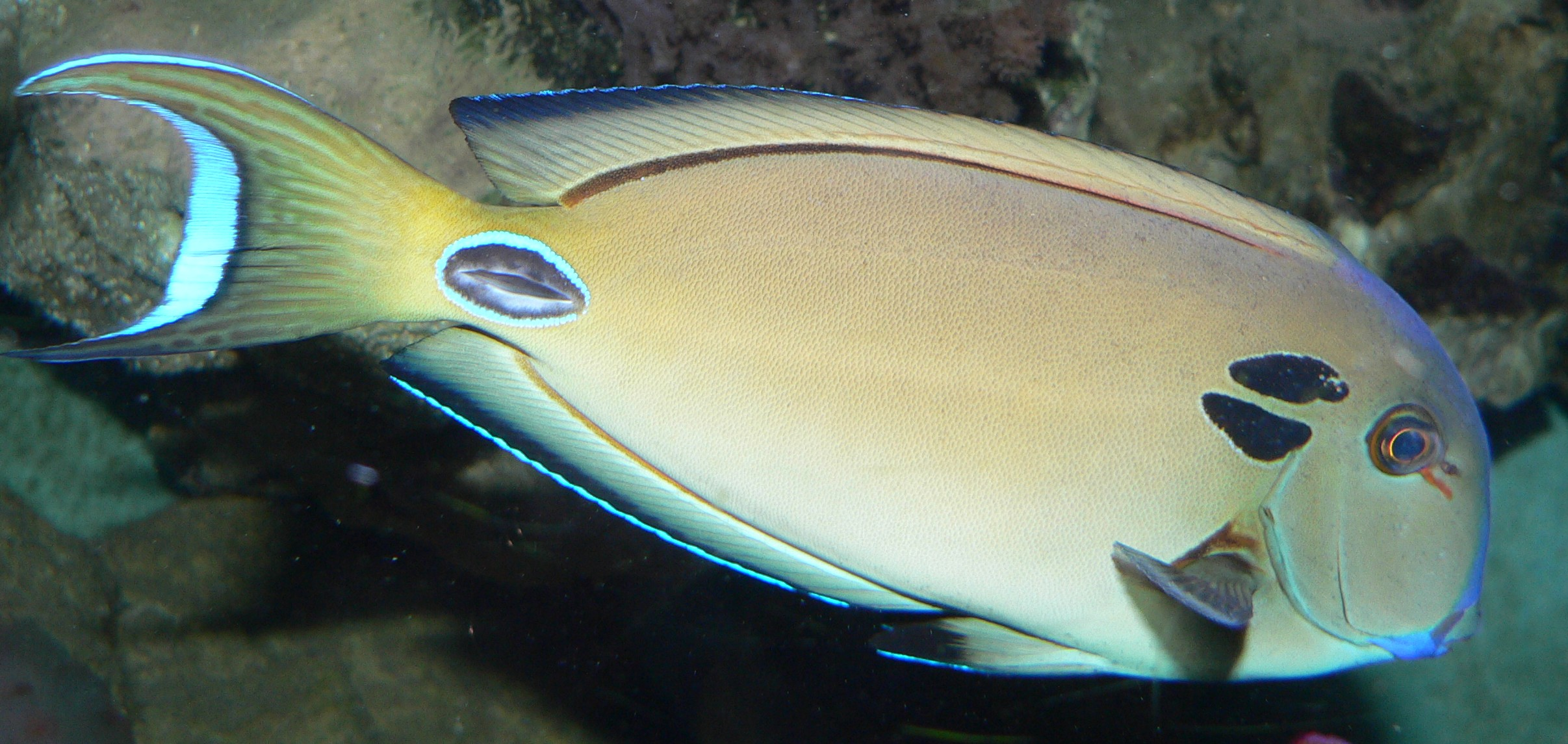
Acanthurus tennenti
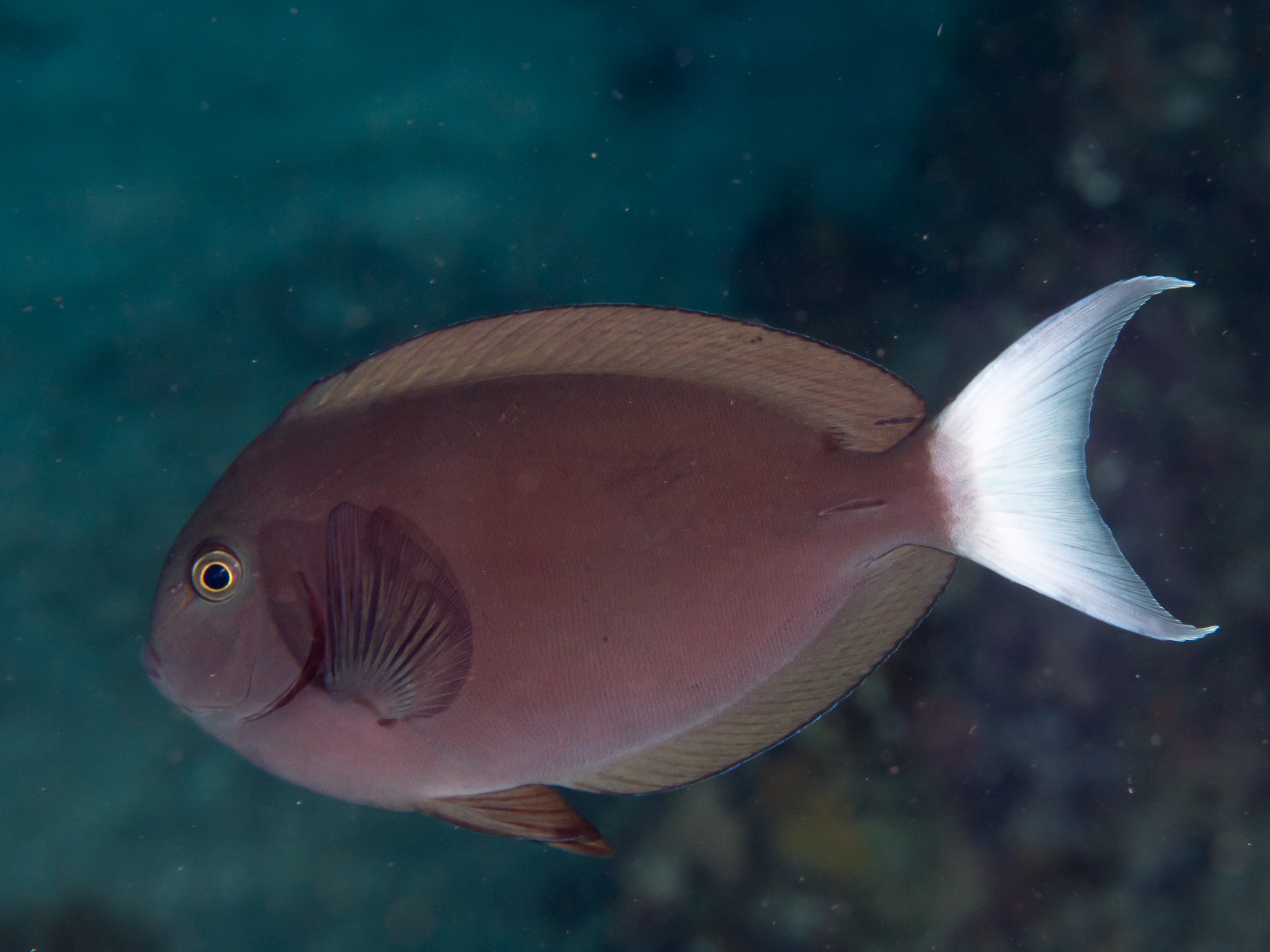
Acanthurus thompsoni
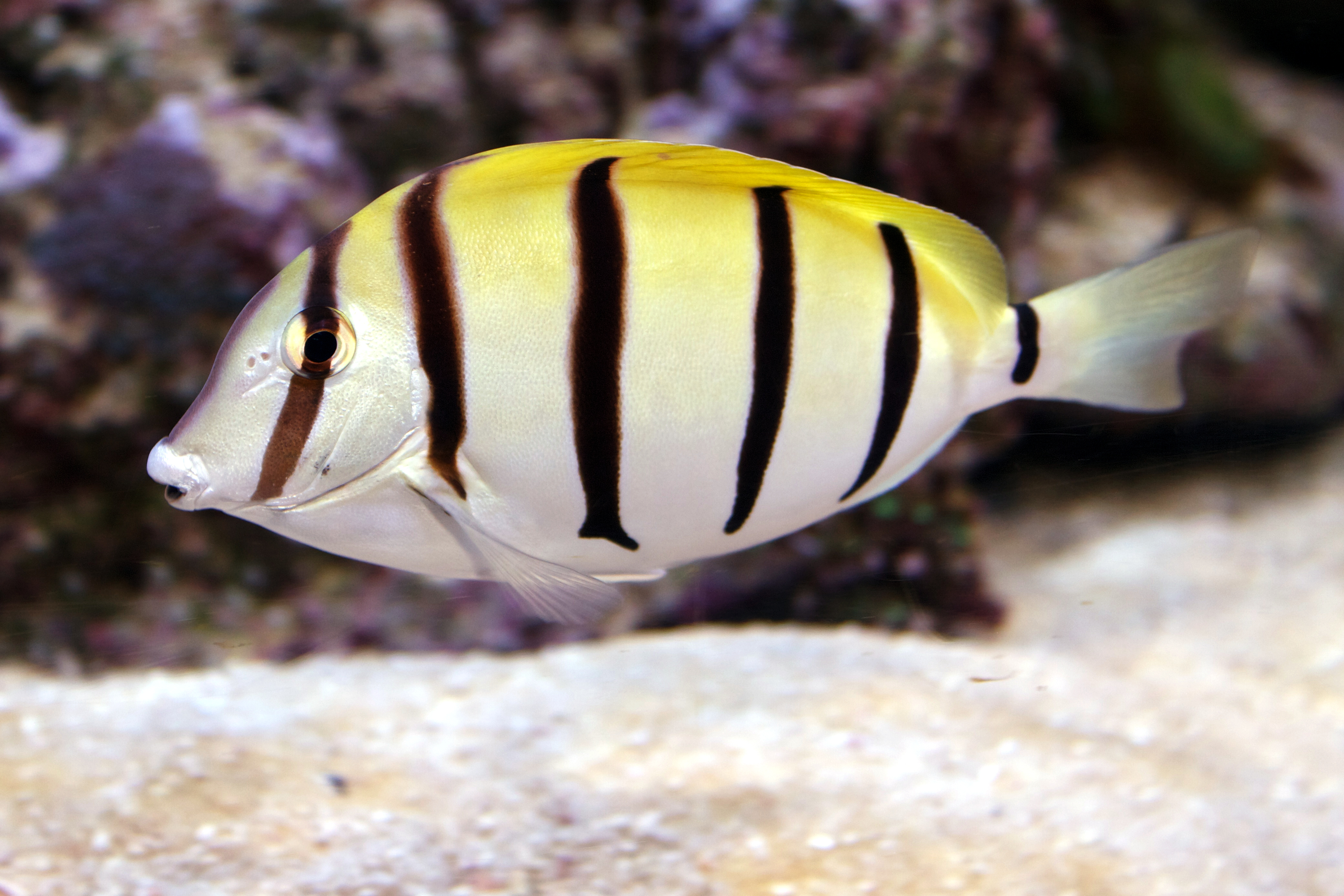
Acanthurus triostegus
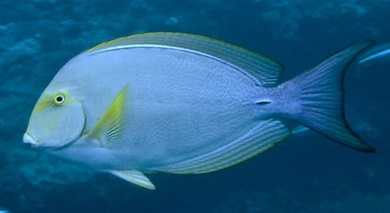
Acanthurus xanthopterus

## Systématique
Le genre Acanthurus a été créé par le naturaliste suédois Pehr Forsskål et publié à titre posthume en 1775 grâce à Carsten Niebuhr.

## Publications originales
- Forsskål, P. 1775. Descriptiones animalium avium, amphibiorum, piscium, insectorum, vermium, testaceorum, Litophytorum. Mölleri, Hauniae. (BHL)
- Randall, J. E. 1956. A revision of the surgeon fish genus Acanthurus. Pacific Science, 10(2): 159-235.